# 国道364号

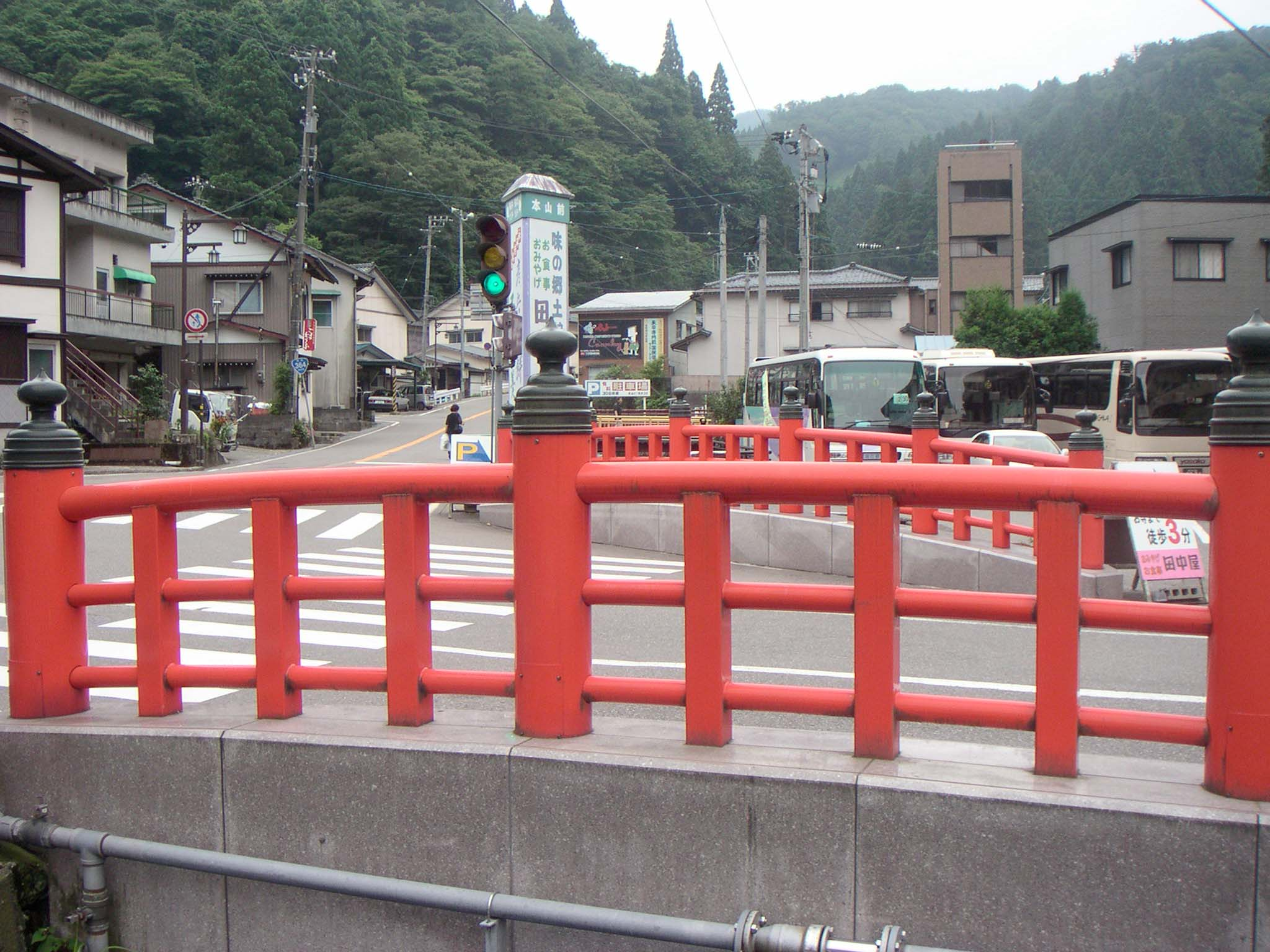
永平寺町

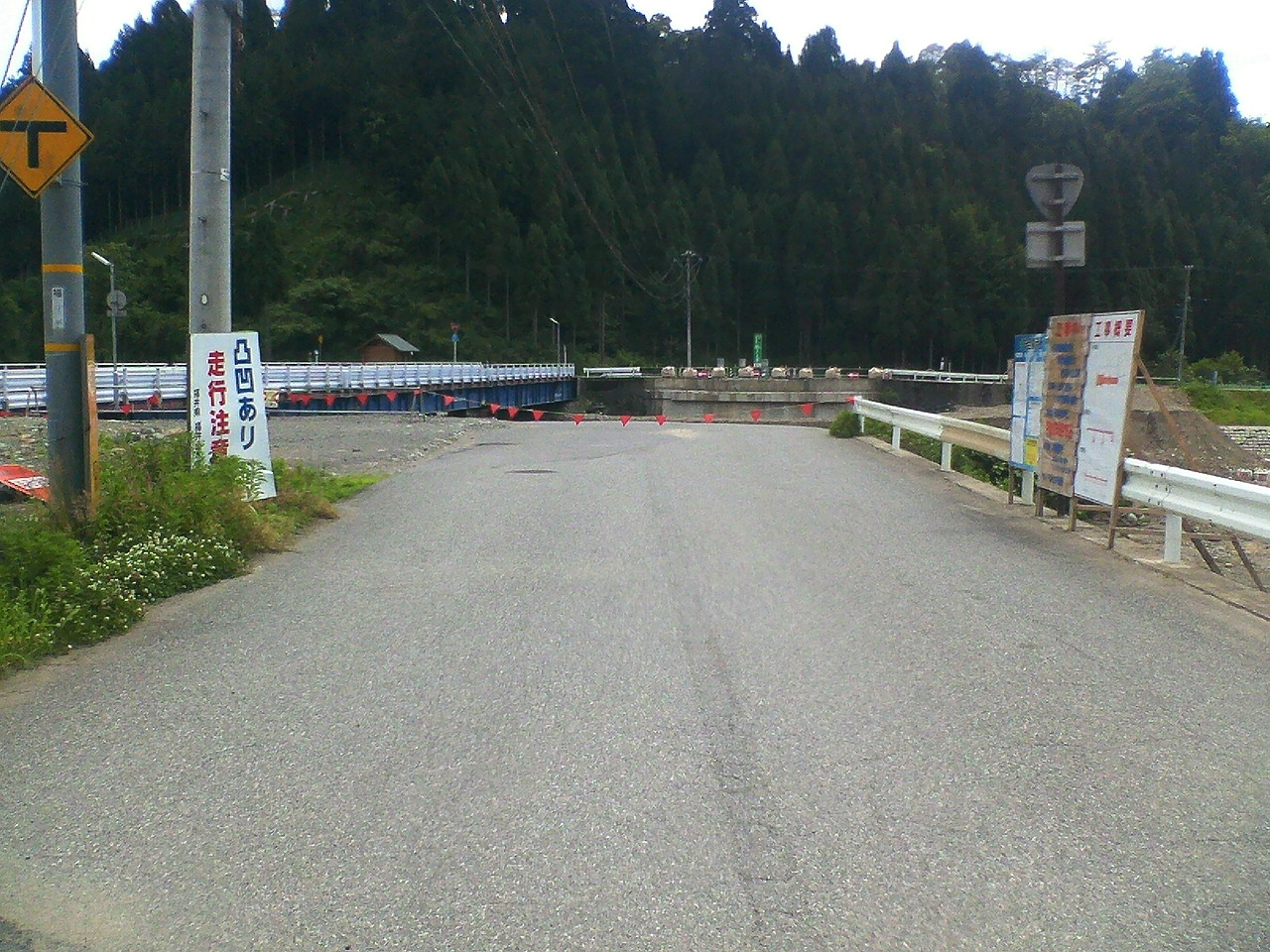
福井市高田町 高田大橋

国道364号（こくどう364ごう）は、福井県大野市から石川県加賀市に至る一般国道である。

## 概要
単独区間には曹洞宗の大本山永平寺および山中温泉があるなど観光ルートとしての性格が強い。国道158号重複部より分岐し永平寺に至る区間の一部は福井県道路公社管理の有料道路であったが、2004年（平成16年）10月1日に無料開放。

### 路線データ
一般国道の路線を指定する政令に基づく起終点および重要な経過地は次のとおり。
- 起点：大野市（91字蛇塚[2] 明治交差点 = 国道158号上、国道418号起点）
- 終点：加賀市（黒瀬町 黒瀬交差点 = 国道8号・国道305号交点、国道365号起点）
- 重要な経過地：福井県足羽郡美山町[注釈 2]、同県吉田郡永平寺町[注釈 3]
- 総延長 : 70.7 km（石川県 15.8 km、福井県 55.0 km）重用延長を含む。[3][注釈 4]
- 重用延長 : 23.0 km（石川県 - km、福井県 23.0 km）[3][注釈 4]
- 未供用延長 : なし[3][注釈 4]
- 実延長 : 47.7 km（石川県 15.8 km、福井県 31.9 km）[3][注釈 4]
  - 現道 : 43.4 km（石川県 15.8 km、福井県 27.7 km）[3][注釈 4]
  - 旧道 : 4.2 km（石川県 - km、福井県 4.2 km）[3][注釈 4]
  - 新道 : なし[3][注釈 4]
- 指定区間：なし[4]

## 歴史
- 1975年（昭和50年）4月1日 - 一般国道364号（大野市 - 加賀市）指定。

## 路線状況

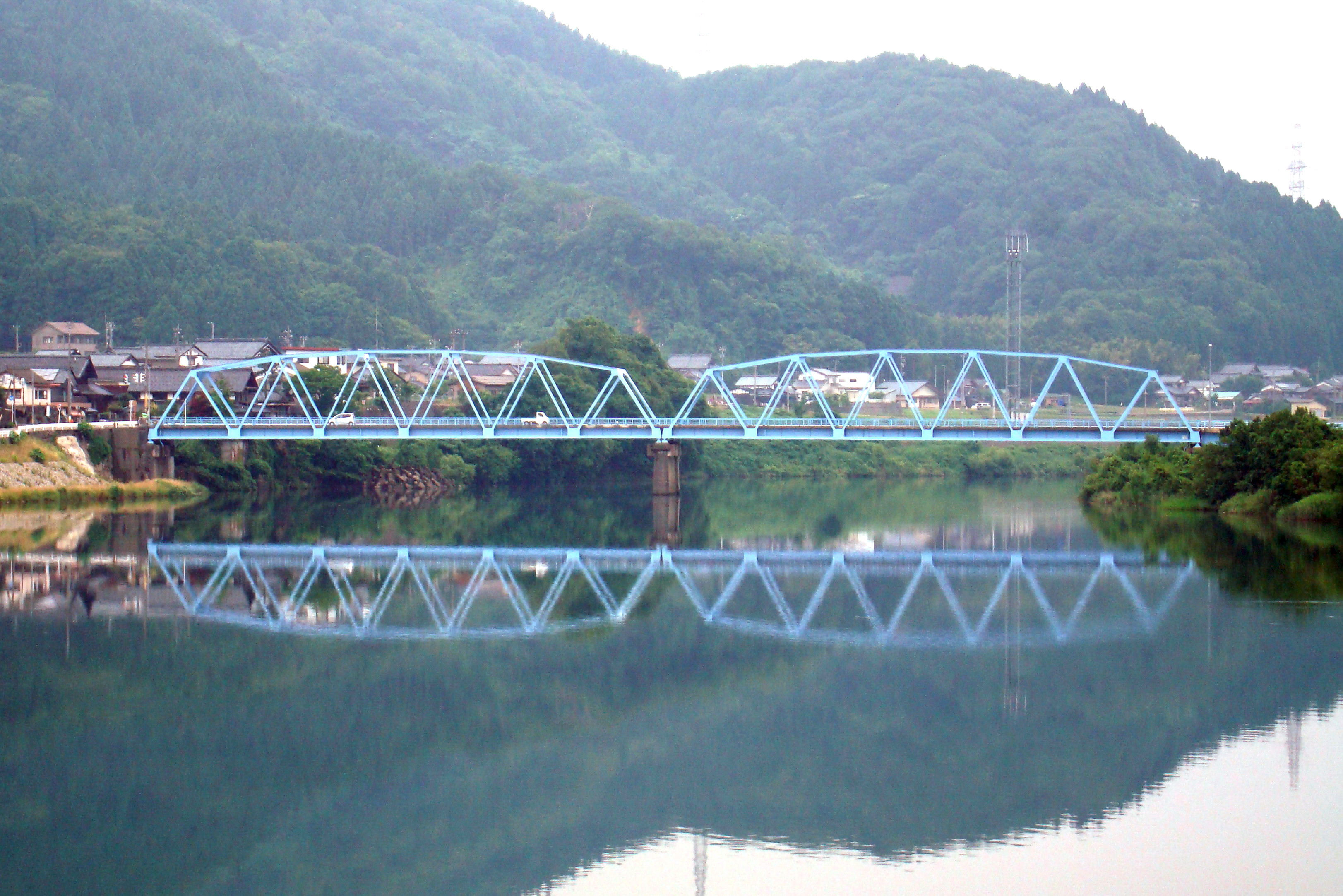
九頭竜川を越える鳴鹿橋

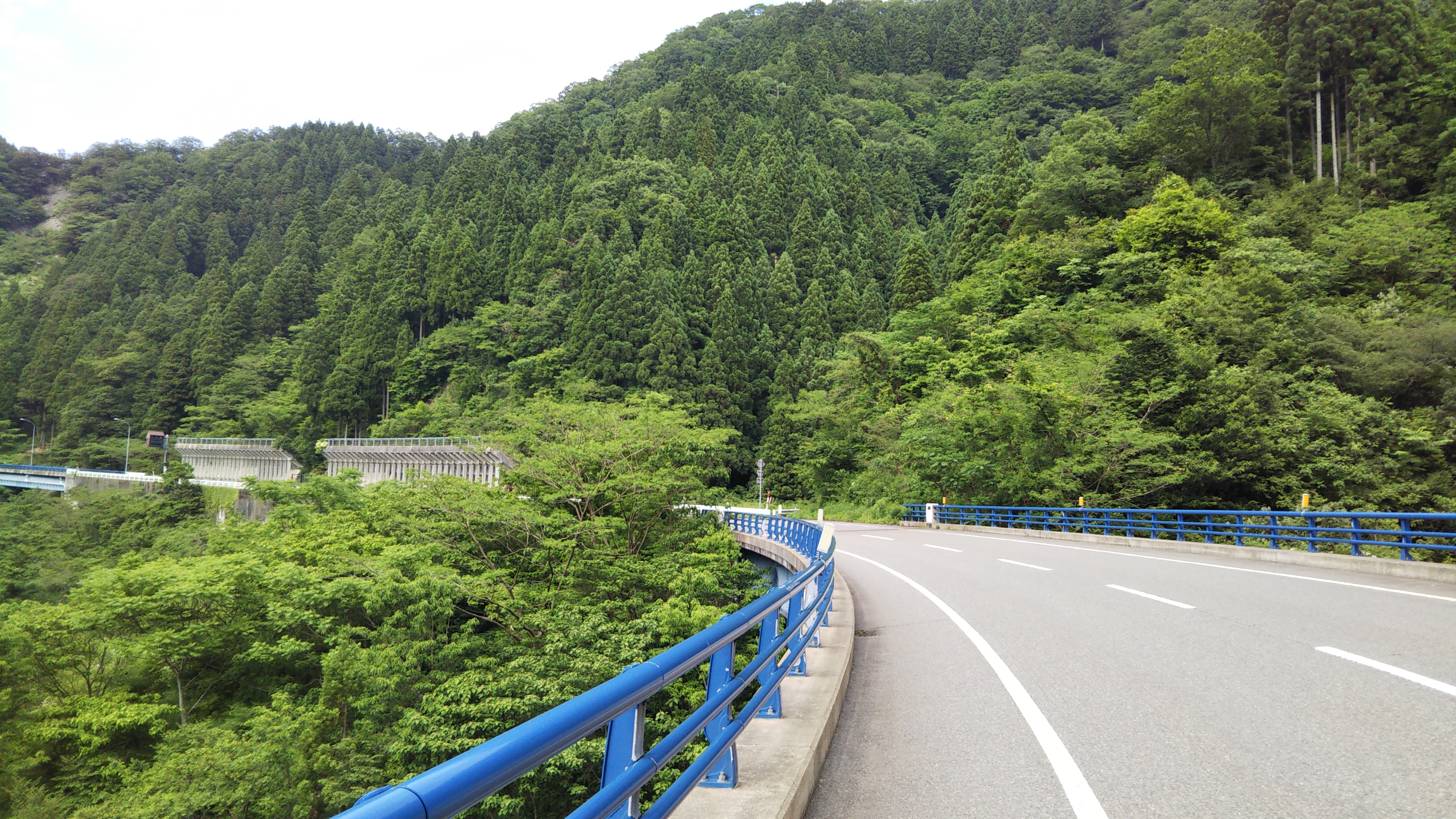
なだらかに弧を描いて加賀市方面へと至る大内峠道路。写真は坂井市丸岡町側。

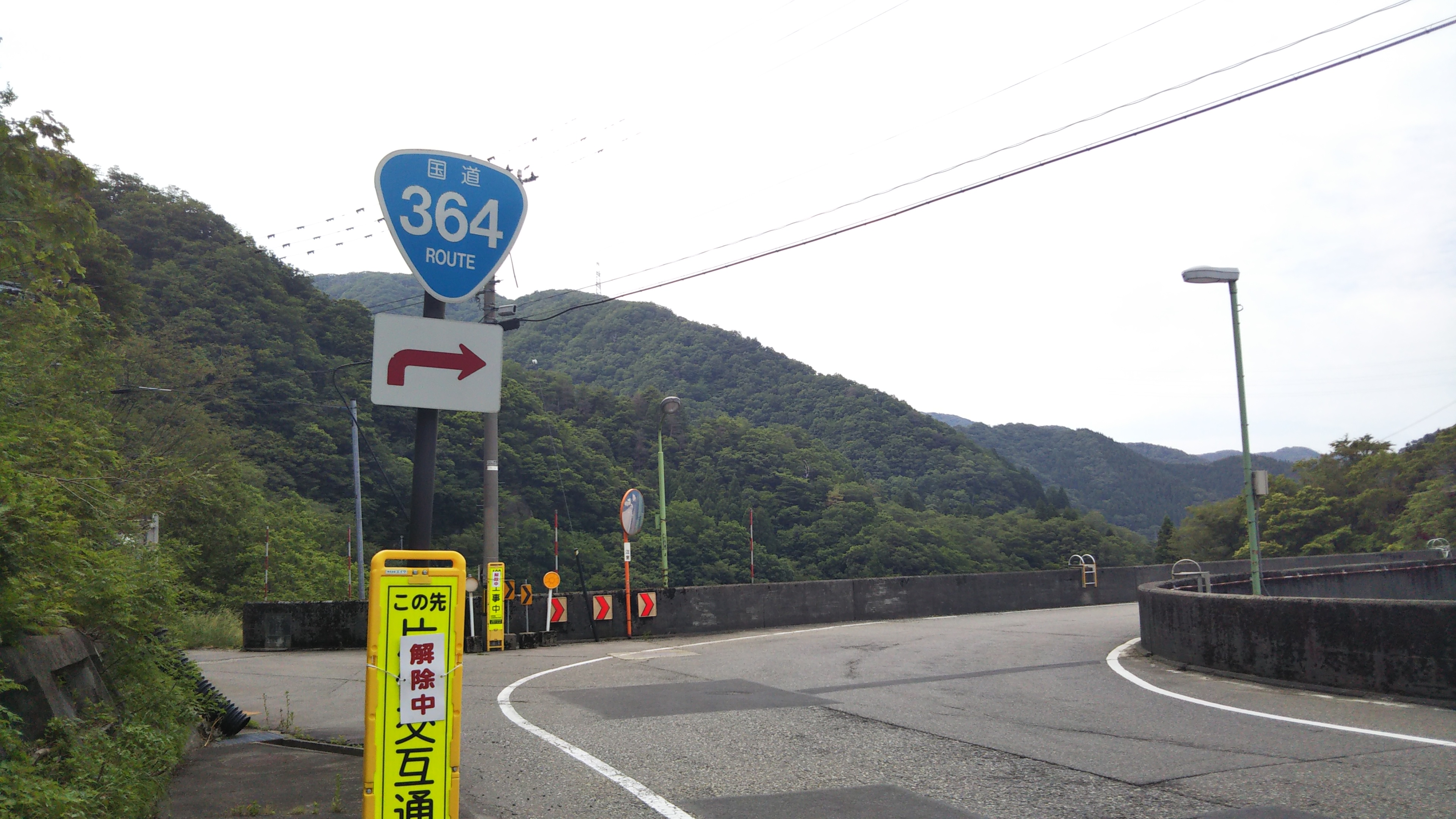
福井方面からの利用者に、我谷ダムの手前で天端への右折を促す標識。

### バイパス
- 京善バイパス（永平寺町京善）
- 谷口バイパス（一部未供用、暫定経路あり）（永平寺町・諏訪間 - 鳴鹿、3.1 km）
  - うち、谷口（永平寺IC付近）からまっすぐ北へ九頭竜川を渡ったのち福井県道17号勝山丸岡線を経て現道の鳴鹿三差路交差点に至る1.9 km区間は、着工のめどがつかないまま国土交通省の2006年（平成18年）度事業再評価時に中止の判断がなされた。その影響もあって、永平寺川に沿う現道よりもあとで国道364号に指定された諏訪間 - 永平寺IC - 花谷 - 東古市の経路4.2 km[3][注釈 4]が旧道距離として計上されており、うち花谷 - 東古市の沿道では重複する国道416号のみを標示している。
  - 谷口 - 花谷は谷口バイパスではなく、中部縦貫自動車道永平寺大野道路において最後まで未開通だった永平寺IC - 上志比ICに並行する国道416号（勝山街道。のちに花谷 - 牧福島は町道へ格下げ。）を機能不全としないための「機能補償道路」として福井県道112号栃神谷鳴鹿森田線の新道名目で整備・供用開始した区間の一部で、のちに国道364号へ格上げされた。
- 大内峠道路（坂井市・丸岡町山竹田 - 加賀市・山中温泉我谷町）

### 重複区間
現道
- 国道158号（福井県大野市春日・明治交差点、起点 - 福井市田尻町・高田大橋南詰[注釈 5]）
- 国道476号（福井県大野市犬山）

旧道
- 国道416号（福井県吉田郡永平寺町花谷 - 東古市）

### 道路施設

#### 主な橋梁
- 福井県
  - 鳴鹿橋（吉田郡永平寺町）

#### 主なトンネル
- 福井県
  - 丸岡・山中温泉トンネル（坂井市 - 石川県加賀市）

#### 道の駅
- 石川県
  - 山中温泉 ゆけむり健康村（加賀市）

## 地理

### 通過する市町村
- 福井県
  - 大野市 - 福井市 - 吉田郡永平寺町 - 坂井市
- 石川県
  - 加賀市

### 交差する道路
- 福井県
  - 国道158号（大野市春日・明治交差点、起点 - ＜重複＞ - 福井市田尻町・高田大橋南詰）
  - 国道476号（大野市犬山 - ＜重複＞ - 同・犬山交差点）
  - E67 中部縦貫自動車道 永平寺参道IC（現道、旧道〔谷口バイパス〕とも：永平寺町諏訪間・諏訪間交差点）
  - E67 中部縦貫自動車道 永平寺IC（旧道〔谷口バイパス〕：永平寺町谷口）
  - 国道416号（現道：永平寺町東古市・東古市交差点）（旧道：永平寺町花谷 - ＜重複＞ - 同町東古市・東古市交差点）
- 石川県
  - 国道8号（東方向は国道305号重複）（加賀市黒瀬町・黒瀬交差点、終点）
  - 国道305号（国道365号重複）（加賀市黒瀬町・黒瀬交差点、終点）

### 通過する主な河川
- 福井県
  - 足羽川（高田大橋）
  - 九頭竜川（鳴鹿橋（なるかはし））

- 石川県

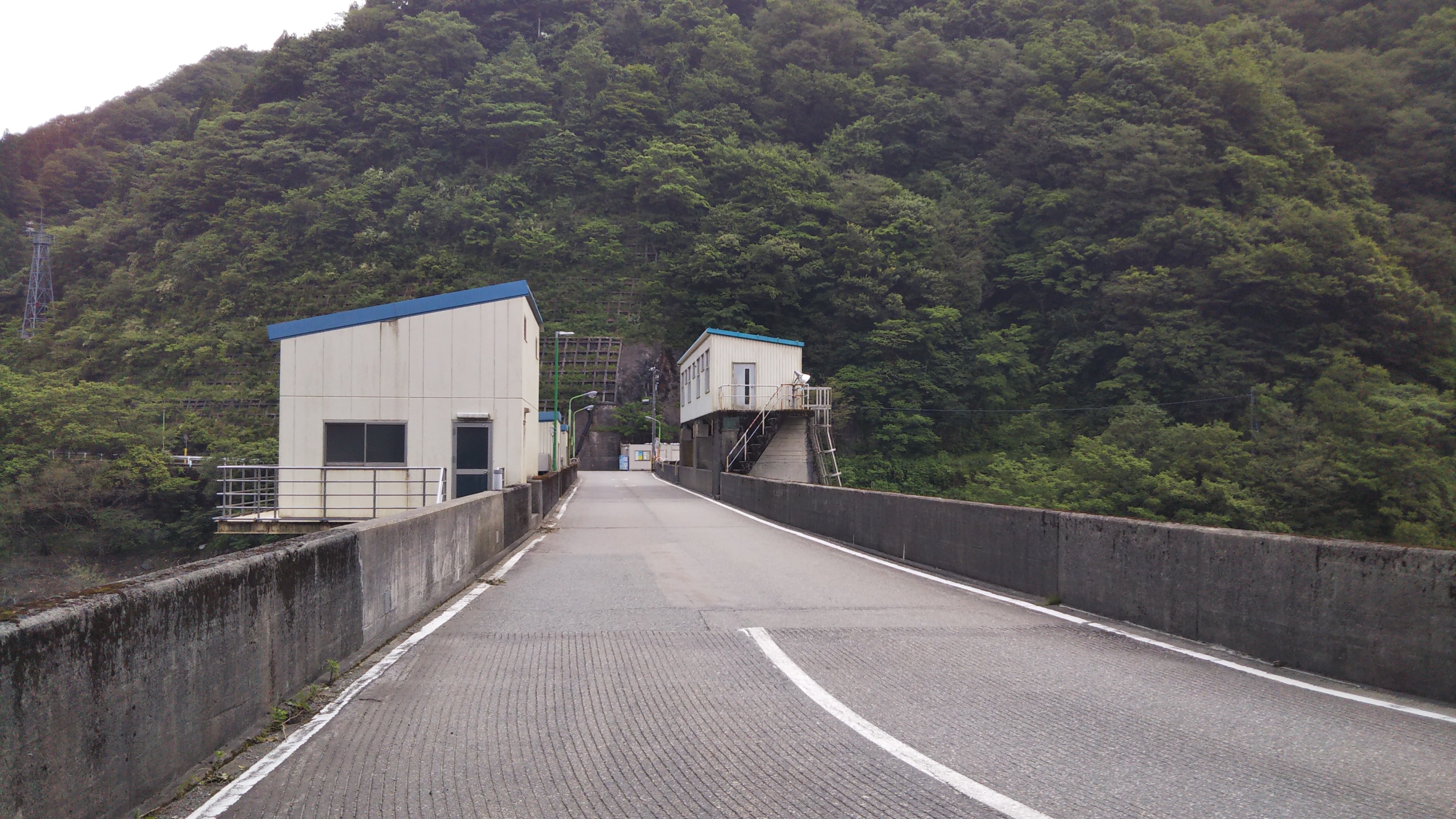
我谷ダムの堰堤上を通る国道364号。

  - 大聖寺川（我谷ダムの天端を通過している）

### 峠
- 近庄峠
- 大内峠